# Epalzeorhynchos kalopterus
Epalzeorhynchos kalopterus es una especie de peces de la familia de los Cyprinidae en el orden de los Cypriniformes.

## Morfología
Los machos pueden llegar alcanzar los 16 cm de longitud total.

## Hábitat
Es un pez de agua dulce.

## Distribución geográfica
Se encuentra en la mitad sur de la Península de Malaca, Borneo,  Java y Sumatra.